# Indiana Jones and the Temple of Doom (soundtrack)
Indiana Jones and the Temple of Doom (The Original Motion Picture Soundtrack) is de originele soundtrack, gecomponeerd en gedirigeerd door John Williams voor de film Indiana Jones and the Temple of Doom uit 1984 van Steven Spielberg. Het album werd uitgebracht in 1984 door Polydor.
Het album werd bewerkt en opgenomen door Stewart Whitmore en opgenomen door David Collins, met ingenieur (opnametechnicus) Lyle Burbridge en producent, ingenieur Bruce Botnick.

## Tracklijst
| 1.                 | Anything Goes             | Geschreven door Cole Porter; gearrangeerd door John Williams; gezongen in het Mandarijn door Kate Capshaw | 2:49 |
| 2.                 | Fast Streets of Shanghai  | | 3:38 |
| 3.                 | Nocturnal Activities      | | 5:53 |
| 4.                 | Short Round's Theme       | | 2:27 |
| 5.                 | Children in Chains        | | 2:42 |
| 6.                 | Slalom on Mt. Humol       | | 2:22 |
| 7.                 | The Temple of Doom        | | 2:57 |
| 8.                 | Bug Tunnel and Death Trap | | 3:29 |
| 9.                 | Slave Children's Crusade  | | 3:22 |
| 10.                | The Mine Car Chase        | | 3:38 |
| 11.                | Finale and End Credits    | | 6:16 |
| Totale duur: 39:33 |                           | |      |

### Heruitgave van Concord Records
De soundtrack werd in 2008 uitgebracht door Concord Records in een vorm van een boxset. De set bevat de originele soundtracks van de filmreeks, uitgebreid en geremasterd, inclusief materiaal dat nog nooit eerder op cd is verschenen.

| 1.                 | Anything Goes                      | Geschreven door Cole Porter; gearrangeerd door John Williams; gezongen in het Mandarijn door Kate Capshaw | 2:51 |
| 2.                 | Indy Negotiates                    | | 3:59 |
| 3.                 | The Nightclub Brawl                | | 2:32 |
| 4.                 | Fast Streets of Shanghai           | | 3:39 |
| 5.                 | Map/Out of Fuel                    | | 3:22 |
| 6.                 | Slalom on Mt. Humol                | | 2:24 |
| 7.                 | Short Round's Theme                | | 2:28 |
| 8.                 | The Scroll / To Pankot Palace      | | 4:26 |
| 9.                 | Nocturnal Activities               | | 5:54 |
| 10.                | Bug Tunnel / Death Trap            | | 3:30 |
| 11.                | Approaching the Stones             | | 2:39 |
| 12.                | Children in Chains                 | | 2:42 |
| 13.                | The Temple of Doom                 | | 2:58 |
| 14.                | Short Round Escapes                | | 2:22 |
| 15.                | Saving Willie                      | | 3:35 |
| 16.                | Slave Children's Crusade           | | 3:23 |
| 17.                | Short Round Helps                  | | 4:49 |
| 18.                | The Mine Car Chase                 | | 3:41 |
| 19.                | Water!                             | | 1:55 |
| 20.                | The Sword Trick                    | | 1:05 |
| 21.                | The Broken Bridge / British Relief | | 4:47 |
| 22.                | End Credits                        | | 6:19 |
| Totale duur: 75:22 |                                    | |      |

## Hitnoteringen

### NPO Klassiek Filmmuziek Top 200
| Als Indiana Jones in de NPO Klassiek Filmmuziek Top 200 | Als Indiana Jones in de NPO Klassiek Filmmuziek Top 200 | Als Indiana Jones in de NPO Klassiek Filmmuziek Top 200 | Als Indiana Jones in de NPO Klassiek Filmmuziek Top 200 | Als Indiana Jones in de NPO Klassiek Filmmuziek Top 200 | Als Indiana Jones in de NPO Klassiek Filmmuziek Top 200 | Als Indiana Jones in de NPO Klassiek Filmmuziek Top 200 | Als Indiana Jones in de NPO Klassiek Filmmuziek Top 200 | Als Indiana Jones in de NPO Klassiek Filmmuziek Top 200 | Als Indiana Jones in de NPO Klassiek Filmmuziek Top 200 |
| Jaar                                                    | 2017                                                    | 2018                                                    | 2019                                                    | 2020                                                    | 2021                                                    | 2022                                                    | 2023                                                    | 2024                                                    | 2025                                                    |
| ------------------------------------------------------- | ------------------------------------------------------- | ------------------------------------------------------- | ------------------------------------------------------- | ------------------------------------------------------- | ------------------------------------------------------- | ------------------------------------------------------- | ------------------------------------------------------- | ------------------------------------------------------- | ------------------------------------------------------- |
| Positie                                                 | 29                                                      | 16                                                      | 10                                                      | 19                                                      | 16                                                      | 15                                                      | 17                                                      | 19                                                      | 19                                                      |